# 朝日町 (高松市)
朝日町（あさひまち）は、香川県高松市中心部の町名。郵便番号は760-0065。全域が住居表示に関する法律に基づく住居表示実施地区で、一丁目〜六丁目が存在する。全域が昭和時代以降の海面埋立地からなっている。

## 地理
高松市役所より2.3km、高松市中心部の北東端に位置し、南は瀬戸大橋通り、その他の方向は瀬戸内海によって区切られている。全域が臨海工業地帯で日本たばこ産業や東京製鐵を始めとした工場、石油化学工業や鉄鋼業の石油基地やコンビナート群、四国ドックといった造船関係、また高松港に面した特性上、陸運関係の企業も多数立地する。二丁目及び三丁目の南部は他と異なって戦前に埋め立てられた地区であるため、特に二丁目には日本たばこ産業高松工場を始めとした社員寮や住宅団地、戸建ての住宅が立地している。また、五丁目には高松東港があり、旅客の取り扱いとしてはジャンボフェリーが高松-神戸を一日4往復の頻度で結んでいる。
2010年国勢調査による人口は586人（男306人/女280人）、世帯数は295世帯、面積は174万2764.60m2、人口密度は336.2人/km2。工業地帯という特性上、二丁目以外では夜間人口（定住人口）が非常に少なく、また広大な工場用地が広がっているため面積は朝日新町を除いた朝日町単体でも男木島（1.37km2）より広い。公立小学校・中学校の校区は全域が高松第一小学校・中学校（小中一貫）に属している。
町内における都市計画法に基づく用途地域は、二丁目の全域並びに一丁目のうち臨港道路朝日町本線及び瀬戸大橋通り沿いが工業地域、六丁目の全域並びに四丁目のうち臨港道路B地区1号線沿い及びそれ以東、五丁目のうち臨港道路C地区14号線及び県道157号高松東港線以西が準工業地域、それ以外が工業専用地域である。全域で容積率は200%、建ぺい率は60%である。
朝日新町の全域並びに朝日町の大部分は海面を埋め立てて造成された計画的な工業地帯であるのと同時に、香川県高松港管理事務所が管理する港湾としての高松港における付帯施設の一部でもある。そのため団地内等一部の道路以外は全て県道や市道ではなく、高松港管理事務所が管理する臨港道路である。そして高松港管理事務所は、高松港港湾区域のうち朝日新町の全域並びに朝日町の大部分を一体的に「朝日地区」とし、その地区分けとしてA〜Gまでの地区割りを行っている。そのため朝日地区を高松港の施設の一部として扱う場合などは、朝日町○丁目や朝日新町よりも「朝日町B地区」のようにアルファベットの地区名で呼称することが多い。それが特に「朝日町F地区」に限っては、2012年までさぬき高松まつり花火大会の観覧場所（打ち上げ場所自体は西沖合）であったり、過去には暴走族の多発地帯でもあったため一般にも有名な名称となり、港湾関係者以外にも地名的に使用されるに至っている。ただしF地区は朝日町には一切かかっておらず、朝日新町の町域と合致している。
高松市内において六丁目が存在する町はこの朝日町が唯一であることから、当町は高松市内で最も多くの丁目が置かれた町ということになる。ちなみに次点の五丁目まで存在する町としては他に唯一番町がある。

### 港湾
- 高松東港

## 歴史
この地区の起源はたばことの縁が深く、たばこ農家が多い四国にあって高松はその玄関口として本州と物流の便が開けていたため、最初の埋め立てが行われた戦前には主に日本専売公社（現・日本たばこ産業）高松工場とその関係施設が立地していた。さらに朝日町の町名も当時専売公社高松工場で生産されていた「朝日」というたばこの銘柄名が由来である。
1930年（昭和5年）に福岡町の地先が埋め立てられ、当町が新設された。当初朝日町は島であり、杣場川河口に架かる玉藻橋で唯一福岡町と結ばれていた。
1970年（昭和45年）、住居表示の実施に伴って福岡町の一部を編入の上、一丁目〜五丁目が新設された。その後五丁目の沖が埋め立てられたため、その新たに出来た土地を当町に編入し、その地を六丁目とする。

## 主要施設
掲載順は街区符号・住居番号順
| - 朝日町公衆便所 - 高松市立朝日町庭球場 - 高松市朝日町公園 - 日本たばこ産業高松工場 - 香川県立中央病院 - 四国ドック本社 | - 日本通運四国支店四国警送支店香川警送事業所 - コスモ石油朝日町セントラルSS - 高松市北消防署朝日分署 - サンコー物流センター - 朝日スチール工業高松工場 - 日本たばこ産業朝日町2丁目社宅 - 市営住宅朝日町団地 - JR四国朝日町アパート - JR四国グラウンド | - 吉田樹脂化学 - デンソー四国本社 - 高松平家物語歴史館 - 日本たばこ産業中四国原料本部 |

| - マキタ本社 - 西日本高速道路四国支社 - ことでんバス本社営業所 - 坂出税関支署高松出張所 - 佐川急便四国支店 - 三和テスコ - 朝日肥糧 - 永和化学 - 讃岐化学工業 - 増田化学工業 - 若宮産業朝日町油槽所 - 山内石油朝日町油槽所 - 四国ガス高松工場 - 高松北港石油基地共同防災設備 - 大同ガス産業 - 高松港メガソーラー発電所 - 日本アックス高松営業所 - 出光興産高松油槽所 - ENEOS高松メガソーラー発電所 - 住友大阪セメント高松サービスステーション | - 東京製鐵高松鉄鋼センター - 泉鋼業 - 富士鋼材スチールセンター - 瀬戸内陸運 - 香川県環境保健研究センター - 牟禮印刷 - 榊紙店 - 讃州倉庫 - エネオス・ジャンボフェリーSS - カトーレック高松本社 - 高松市衛生処理センター中継所 - 加藤海運高松営業所 - ジャンボフェリーのりば - 四国酸素 - 大川陸運 - 高松酸素 - 高松帝酸本社 - 四国トラックターミナル | - 朝日町緑地グリーンパーク - JPロジスティクス高松支店 - 日本通運高松アロー営業課 - 協和化学工業高松倉庫 - ジョイフル高松配送センター |